# Simulium philippianum
Simulium philippianum är en tvåvingeart som beskrevs av Pinto 1932. Simulium philippianum ingår i släktet Simulium och familjen knott. Inga underarter finns listade i Catalogue of Life.